# فخرالدوله
توران آغا، ملقب به فخرالدوله، یکی از دختران تحصیل‌کرده و شاعر ناصرالدین شاه قاجار و خازن‌الدوله، و خواهر تنیِ فروغ‌الدوله بود. او داستان‌های شفاهی ایرانی را مکتوب و تصویرگری کرد.
فخرالدوله شب‌هایی که نقیب‌الممالک، نقال‌باشی پدرش داستان‌گویی می‌کرد، پشت در نیمه باز اتاق خواجه سرایان می‌نشت و داستان‌ها را با دقت مکتوب می‌کرد و برای آن‌ها نقاشی می‌کشید. از جمله داستان‌های امیر ارسلان رومی و زرین ملک را او مکتوب و مصور کرده‌است.
فخرالدوله در جوانی عاشق مهدی‌قلی‌خان مجدالدوله شد و با او ازدواج کرد. او همراه با پدر و همسرش به ییلاق می‌رفت و به سوارکاری و تیراندازی می‌پرداخت. فخرالدوله در تیراندازی بسیار ماهر بود.
شعرهای او شامل دیوانی از چندهزار بیت است که با خط خود نوشته‌است و در کتابخانه سلطان محمودمیرزا در پاریس نگهداری می‌شد که در حال حاضر سرنوشت آن مشخص نیست. غزلیاتی به سبک عراقی نیز از او در تذکره‌های دوران ناصری منتشر شده‌است.

## مرگ
فخرالدوله در جوانی مبتلا به بیماری سل شد و به همین دلیل در ۳۳ سالگی درگذشت. بر سنگ گورش در صحن حرم فاطمه معصومه چند بیت از شعرهایش نوشته شده‌است. محمدحسن خان اعتمادالسلطنه در روزنامه خاطرات خود ذیل وقایع روز ۴ رمضان ۱۳۱۰ می‌نویسد: «فخرالدوله تومان آقا دختر شاه امروز صبح مرحوم شده‌است. این شاهزاده خانم سی و سه سال داشت و بهترین اولاد شاه بود، صاحب جمال و کمال، خط و ربط، نقاشی و موسیقی. اما به مثل مشهور انگور خوبی بود نصیب شغال شده بود. عشقی به مهدی‌قلی‌خان مجدالدوله پیدا کرده بود و به خلاف میل پدر هفت هشت سال بود که زن او شده بود. از او اولادی هم نمانده‌است.»